# Anchovia
Anchovia è un genere di pesci appartenente alla famiglia Engraulidae, comunemente noti come acciughe.

## Tassonomia
Il genere comprende 3 specie:
- Anchovia clupeoides
- Anchovia macrolepidota
- Anchovia surinamensis